# Hans Fredrik Gude

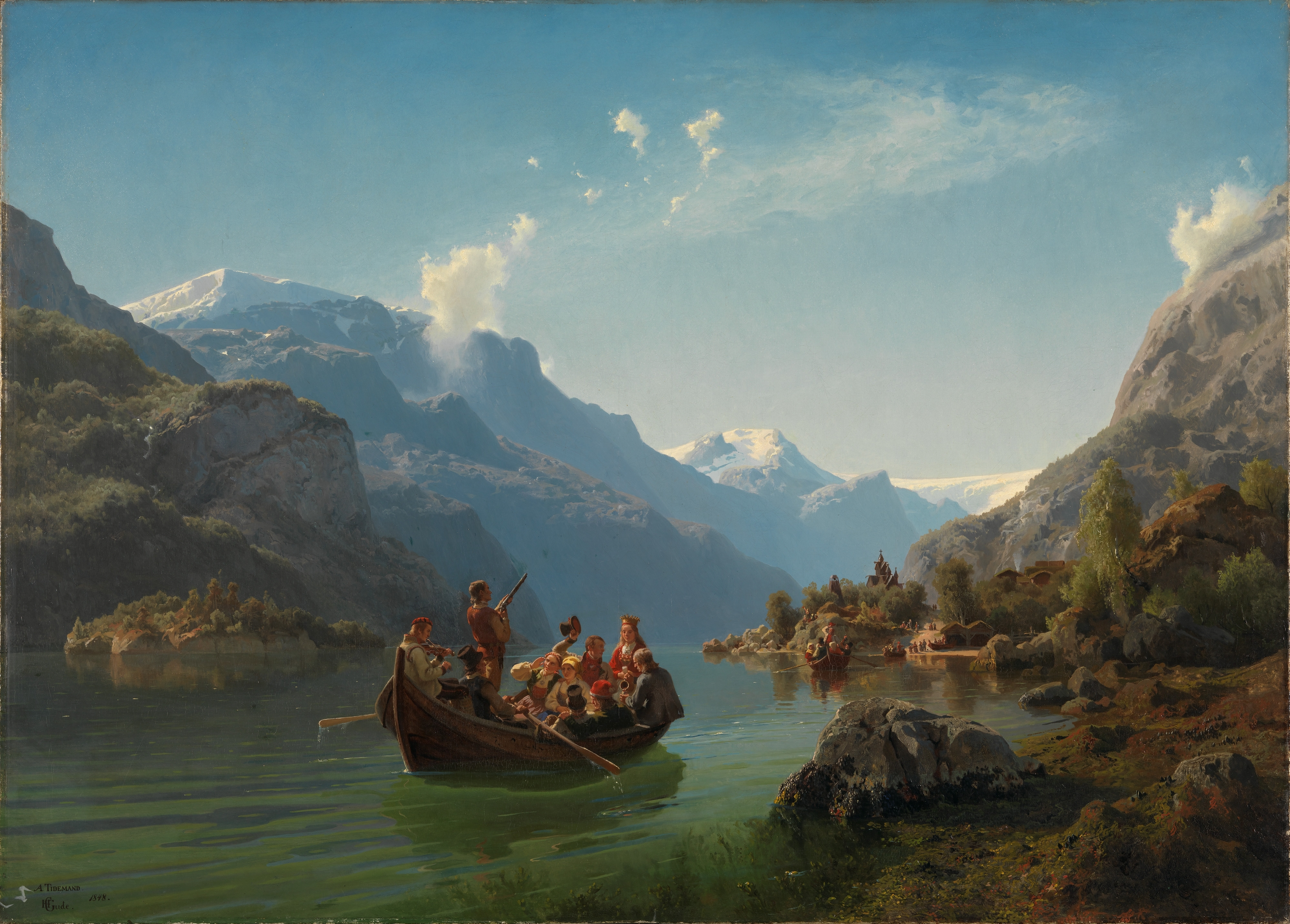
Brudeferd i Hardanger, 1848

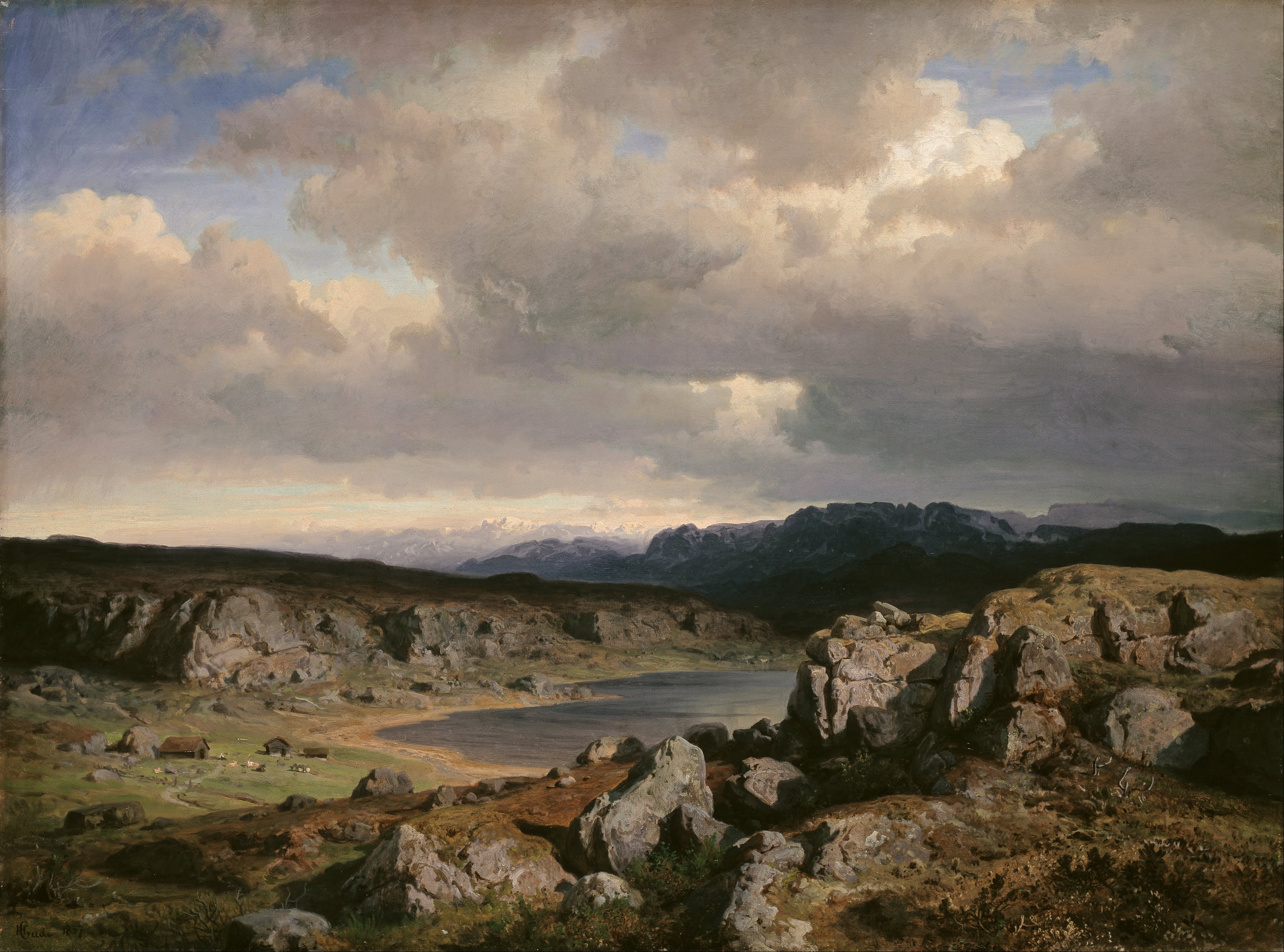
Høifjæld, 1857

Hans Fredrik Gude (Oslo, 13 maart 1825 - Berlijn, 17 augustus 1903) was een Noors landschaps- en marineschilder.

## Levensloop
Hans Frederik Gude studeerde van 1838 tot 1841 aan de koninklijke tekenschool in Oslo bij Johan Flintoe. Hij vervolgde zijn opleiding in 1841 in Düsseldorf bij Andreas Achenbach. In 1842 werd hij toegelaten tot de Kunstacademie Düsseldorf, waar hij tot 1844 studeerde bij Johann Wilhelm Schirmer. Tot 1846 werkte hij in diens eigen atelier.
Na een studiereis naar Noorwegen met de kunstschilder Adolph Tidemand verbleef hij van 1848 tot 1850 weer in Oslo. In 1852 keerde hij naar Düsseldorf terug en ontving een gouden medaille van de Königlich Preussische Akademie der Künste in Berlijn.
In 1854 trad hij aan als opvolger van Johann Wilhelm Schirmer als docent voor landschapschilderkunst aan de kunstacademie van Düsseldorf. Schirmer vertrok daar om directeur te worden van de nieuw opgerichte kunstacademie in Karlsruhe. In 1861 stopte hij als docent en vertrok naar Betws-y-Coed in Wales waar hij woonde van 1862 tot 1864.
Toen Schirmer in 1863 overleed werd Gude zijn opvolger, tot 1870 als directeur aan de kunstacademie van Karlsruhe en van 1874 tot 1880 als docent voor landschapschilderkunst.
In 1880 werd hij door zijn vriend en voormalige leerling Anton von Werner uitgenodigd hoofddocent voor landschapschilderkunst te worden aan de Preussische Akademie der Künste in Berlijn. Daar kocht hij een huis aan de Königin-Augusta Strasse 51, dat hij zou gaan delen met zijn schoonzoon, de beeldhouwer Otto Lessing. Deze was op 21 september 1875 in het huwelijk getreden met Gudes oudste dochter, Sigrid, en had een bloeiende werkplaats voor decoratieve bouwornamenten.
Gude vervulde tot 1901 zijn functie aan de academie en trad toe tot het bestuur. Hij overleed op 17 augustus 1903 in Berlijn en werd begraven op het kerkhof Vår Frelsers Gravlund in Oslo.

## Leerlingen
- Carl Coven Schirm
- Walter Leistikow
- Konrad Alexander Müller-Kurzwelly
- Paul Müller-Kaempff
- Hans Völcker

## Schilderijen (keuze)
- Noorse kust, 1870, olieverf op doek, ca 132×224 cm, Nationalgalerie Berlin
- Sognefjord met vikingschepen, 1893, olieverf op doek, 54×94 cm, Nationalgalerie Berlin

### Illustraties (selectie)
- In: Weihnachts-Album - Düsseldorf : Arnz, 1853.[1]

- Hans Gude Geni.com

- Bibsys: 90408938
- Bibliothèque nationale de France: cb145299688 (data)
- Gemeinsame Normdatei: 116908629
- International Standard Name Identifier: 0000 0000 6678 8321
- KulturNav: ca4042ce-d885-4fbb-9fdb-5a579e2dc4ec
- Library of Congress Control Number: n91102499
- National Gallery of Victoria: 992
- RKD-Nederlands Instituut voor Kunstgeschiedenis: 34438
- LIBRIS: 188817
- Système universitaire de documentation: 182081060
- Union List of Artist Names: 500004718
- Virtual International Authority File: 74615628
- WorldCat: E39PBJktt4rCtjvyvCwtwpYHG3